# Митрополичьи палаты (Великий Новгород)
Митрополичьи палаты — памятник архитектуры. Расположен в Великом Новгороде на Владычном дворе Новгородского Кремля.
По мнению М. Х. Алешковского, А. В. Воробьева и Э. А. Гордиенко, здание построено в середине XV века.
Западной стеной Мирополичьих палат была крепостная стена. Палаты были соединены с Фёдоровской и Митрополичьей башнями, в прясле между ними от палат сохранились помещения первого этажа (некоторые частично, некоторые полностью), от второго остались ниши, а также следы стен, сводов и распалубок. В части палат, примыкающих к Фёдоровской башне, сохранилась боевая сводчатая камера, в которую из башни ведёт сводчатый коридор и раструбом входит бойница подошвенного боя.
В 1671 году рядом с Фёдоровской башней упал каменный столп с часами, при этом части стены и примыкающие к ней Митрополичьи палаты, к тому времени ветхие, были разрушены. На фундаменте Митрополичьих палат не позднее XVIII века была сделана 1-2этажная пристройка к пряслу. В 1936—1940 годах Новгородский музей проводил реставрацию, при которой на завалах строительного мусора на месте палат была сделана дорожка. В 1947—1948 годах прошло исследование под руководством А. Л. Монгайта, при котором шурфами были обнаружены остатки примыкавших к пряслу помещений, в 1957—1958 годах А. В. Воробьёв и М. Х. Алешковский провели раскопки завалов и консервацию выявленных помещений (вычинку кладки, докладку конструкций в части мест 1-2 рядами кирпичей, промазку и инъектирование отдельных участков). В 1974—1976 годах они же провели повторную консервацию, над руинами был сделан навес.